# Gonomyia zimmermani
Gonomyia zimmermani là một loài ruồi trong họ Limoniidae. Chúng phân bố ở miền Australasia.